# Góropatwa arabska
Góropatwa arabska (Alectoris melanocephala) – gatunek średniej wielkości ptaka z rodziny kurowatych (Phasianidae). Zamieszkuje Półwysep Arabski. Nie jest zagrożony wyginięciem.

## Systematyka
Międzynarodowy Komitet Ornitologiczny (IOC) nie wyróżnia podgatunków. Podgatunek guichardi, opisany w 1951 roku z Hadramaut we wschodnim Jemenie na podstawie jednego osobnika, został uznany za wątpliwy. Stare stwierdzenie z Erytrei prawdopodobnie dotyczyło ptaków wypuszczonych na wolność przez człowieka.

## Morfologia
Największy gatunek z rodzaju Alectoris. Cechy charakterystyczne to czarny czub na głowie i widoczne w locie szare pióra ogonowe.
Wygląd zewnętrzny: Obie płci ubarwione jednakowo, ale samica nieco mniejsza od samca. Młode ptaki można odróżnić od dorosłych po krótszym czubie, czarniawym dziobie i bardziej stonowanym ubarwieniu.
Rozmiary: długość ciała: 40–43 cm
Masa ciała: samce ok. 720 g, samice ok. 520 g. 

## Występowanie

### Środowisko
Skaliste, ale pokryte stosunkowo bujną roślinnością zbocza górskie, wzgórza i płaskowyże i suche koryta rzeczne od poziomu morza do 3000 m n.p.m. Może pojawiać się na terenach uprawnych.

### Zasięg występowania
Góropatwa arabska występuje na Półwyspie Arabskim – od południowo-zachodniej Arabii Saudyjskiej do Jemenu i południowo-zachodniego Omanu.

## Pożywienie
Pokarm roślinny i bezkręgowce. Na niektórych terenach spory udział w diecie mogą mieć nasiona zbóż.

## Tryb życia i zachowanie
Najbardziej aktywna rano i wieczorem.
Przed drapieżnikami najczęściej ucieka na piechotę.

## Rozród
Gniazdo: na ziemi, dobrze ukryte.
Liczba jaj: 5–8.
Okres lęgów od końca marca.

## Status zagrożenia
W Czerwonej księdze gatunków zagrożonych IUCN góropatwa arabska klasyfikowana jest jako gatunek najmniejszej troski (LC, Least Concern). Gatunek lokalnie liczny, zwłaszcza w lasach jałowcowych w Arabii Saudyjskiej, ale dokładna liczebność populacji nie jest znana. Ze względu na brak istotnych zagrożeń i dowodów na spadki liczebności organizacja BirdLife International ocenia trend liczebności populacji jako prawdopodobnie stabilny.

## Znaczenie dla człowieka
Gatunek łowny, na niektórych terenach ludność wybiera jaja z gniazd góropatwy arabskiej.